# TWiki
Twiki è una piattaforma wiki sviluppata in Perl.
Appartiene agli structured wikis, vale a dire che fa parte di quella categoria di wiki che utilizzano un database per immagazzinare i dati immessi.
Twiki è distribuito gratuitamente sotto licenza GNU GPL.